# Koronalne eksplozije
Koronalne eksplozije su jedna vrsta Sunčeve aktivnosti kada mlazevi plazme izbijaju iz korone preko eksplozija solarnih vetrova i magnetnog polja. Nazivaju se i koronalni izbačaji mase. Najčešće se mogu posmatrati optičkim koronografom.
Iako se pretpostavljalo da su koronalne eksplozije uzrokovane toplotom ili eksplozijom koja potiče iz Sunčevih baklji, pokazano je da sama erupcija počinje pre. Koronalna eksplozija izvire iz korone gde preovladava magnetna energija. Pretpostavlja se da ogromna količina prisutne magnetne energije pobuđena nekom nestabilnošću može pokrenuti koronalno izbacivanje mase.

## Karakteristike
Koronalnom eksplozijom izbacuje se velika količina materije i radijativnog zračenja van korone. Materija se erupcijom može izbaciti ili u Sunčevu atmosferu, ili čak van celog Sunca, u svemir. Izbačena plazma se većinski sastoji od protona i elektrona. Brzina koronalnih eksplozija kreće se od 20 km/s do 3200 km/s, a prosečna brzina je nešto manja od 500 km/s. Pretpostavlja se da je prosečna masa izbačene plazme u jednoj koronalnoj eksploziji oko 1,6 × 1012 kg.
Najveći broj erupcija dolazi sa mesta na kojima su grupisane Sunčeve pege, tj. sa oblasti na kojima ima flerova. Pretpostavlja se da su koronalne eksplozije u vezi sa flerovima, iako do danas konkretna veza nije pronađena, iako se zna da ta područja imaju zatvorena magnetna polja koja su dovoljno jaka da zadrže plazmu, te bi njihovim prekidanjem bilo dovloljno materije i energije da se plazma odbaci daleko od Sunca. Koronalne eksplozije su povezane sa velikim promenima i disturbacijama koronalnog magnetnog polja. Prilikom kontakta dve linije magnetnog polja koje imaju suprotne smerove, dolazi do velikog oslobađanja energije iz magnetnog polja u unutrašnjost Sunca.
Učestalost koronalnih eksplozija zavisi od Sunčevog ciklusa, pa se tako u vreme Sunčevog maksimuma dešavaju 3 eksplozije na dan, dok za vreme minimuma izbija po jedna eksplozija u periodu od pet dana. Koronalne eksplozije su u vreme maksimuma ravnomerno raspoređene po Suncu, dok je u doba minimuma izražena njihova koncentracija oko magnetnog ekvatora.

## Uticaj na Zemlju
Do eksplozije nakon erupcije na koroni stiže u periodu između 1 i 5 dana. Za vreme širenja ona interaguje sa Sunčevim vetrom i međuplanetarnim magnetnim poljem.
Najveće međuplanetarne koronalne eksplozije koje su usmerene prema Zemlji prouzrokuju udarni talas od solarnih energetskih čestica. Udarni talas u blizini Zemljine atmosfere prouzrokuje geomagnetnu oluju. Ova oluja može da utiče na Zemljinu magnetosferu tako što joj kompresuje deo na strani na kojoj je dan, a proširuje deo iznad dela Zemlje na kojoj je noć. Jačina kojom geomagnetna oluja raspolaže je snaga reda 1012 .
Solarne energetske čestice mogu da prouzrokuju prilično jaku polarnu svetlost na velikim oblastima oko Zemljinih magnetnih polova.
S druge strane, koronalne eksplozije i druge vrste jakih i dalekosežnih vrsta Sunčeve aktivnosti poput Sunčevih baklji, mogu ometati satelite i radio-zračenje na Zemlji, a ponekad mogu da utiču i na električne dalekovode.